# Ballaigues
Ballaigues je obec na západě Švýcarska v kantonu Vaud. Žije zde přibližně 1 100 obyvatel.

## Geografie

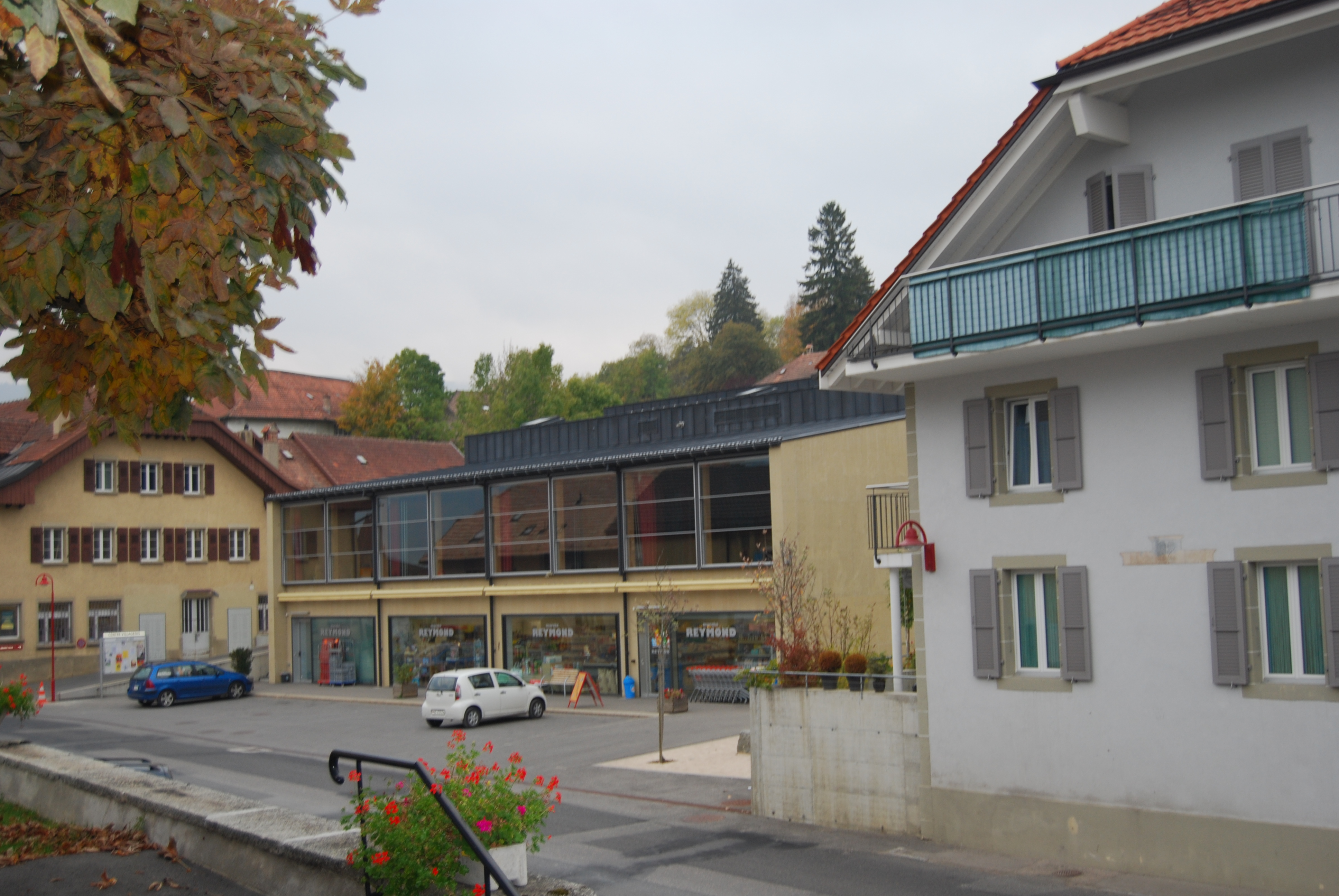
Centrum obce

Ballaigues leží v nadmořské výšce 861 m, vzdušnou čarou 18 km jihozápadně od okresního města Yverdon-les-Bains. Obec se nachází v pohoří Vaudský Jura na jižním svahu masivu Suchet, vysoko nad zaříznutým korytem řeky Orbe.
Území obce o rozloze 9,0 km² pokrývá část pohoří Vaudský Jura. Jihozápadní hranice vede podél řeky Jougnena, která se vlévá do Orbe. Jižní hranici tvoří řeka Orbe, která zde během milionů let vytvořila hluboké údolí podél zlomu v horském systému Jury. Od tohoto údolního systému se území obce rozprostírá na severu přes svah Ballaigues až k antiklinále Suchet, kde se nachází nejvyšší bod obce ve výšce 1244 m n. m. Na severu se rozprostírají údolí, která se rozkládají v údolí řeky Orbe. Zde se nacházejí rozsáhlé jurské vysokohorské pastviny s typickými mohutnými smrky, které zde stojí buď jednotlivě, nebo ve skupinách. V roce 1997 bylo 9 % rozlohy obce pokryto zastavěnou plochou, 49 % lesy a lesními porosty, 41 % zemědělstvím a o něco méně než 1 % neproduktivní půdou.
K Ballaigues patří také četné samostatné farmy na jurských výšinách. Sousedními obcemi jsou Vallorbe, Les Clées a Lignerolle v kantonu Vaud, stejně jako Jougne v sousední Francii.

## Historie

Letecký pohled (1931)

První písemná zmínka o obci pochází z roku 1228 a nese název Ballevui, název Bella Aqua se objevuje v roce 1453. Podle toho je název místa latinského původu a znamená krásná voda. Ve středověku patřilo Ballaigues k panství Les Clées. Od roku 1302 tvořila se sousední obcí Lignerolle vlastní malé panství, které se v roce 1604 rozdělilo na jednotlivé obce. Po dobytí Vaudu Bernem v roce 1536 se vesnice stala součástí panství Yverdon. Po pádu Staré konfederace patřilo Ballaigues v letech 1798–1803 během helvétského období ke kantonu Léman, který byl poté po vstupu v platnost Ústavy o zprostředkování sloučen s kantonem Vaud. V roce 1798 bylo přiřazeno k okresu Orbe.

## Obyvatelstvo

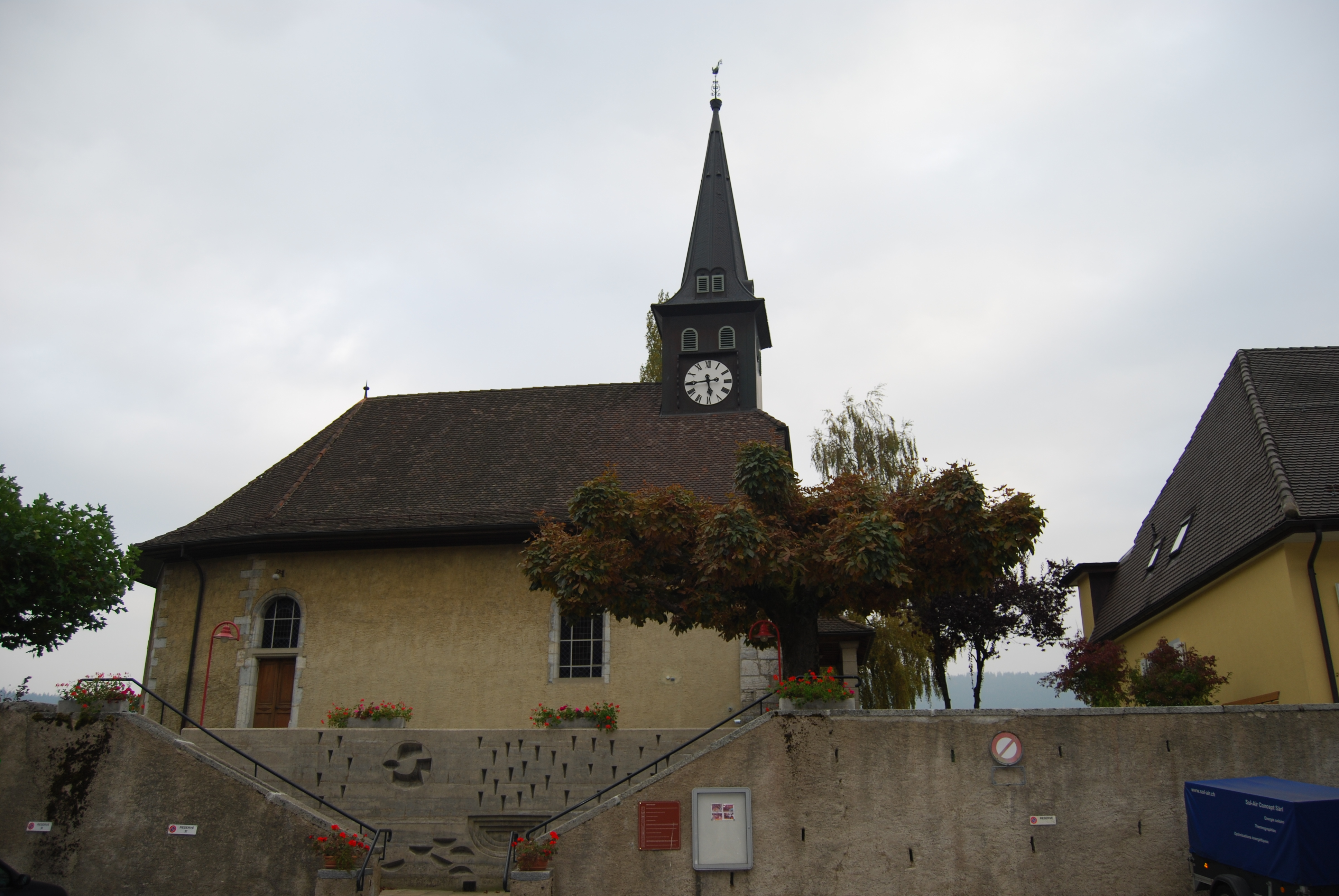
Kostel

Z celkového počtu obyvatel je 92,8 % francouzsky mluvících, 2,5 % italsky a 2,2 % německy mluvících (údaj z roku 2000). V roce 1850 žilo v Ballaigues celkem 530 obyvatel a v roce 1900 717 obyvatel. Do roku 1941 pak vzrostl na 941 obyvatel. Po mírném poklesu v následujících letech zůstává v posledních desetiletích stabilní.

## Hospodářství
Ballaigues bylo až do poloviny 19. století vesnicí, která se vyznačovala především zemědělstvím. Až do 19. století obec těžila z tranzitní dopravy přes průsmyk Jougne (později byla hlavní doprava vedena přes Vallorbe) a z pohraničního obchodu. Průmyslový rozvoj Ballaigues začal krátce před rokem 1800, kdy byla založena společnost Société des Forges du Creux, která vyráběla zemědělské stroje (kosy, později i stroje). Společnost ukončila svou činnost v roce 1956. Dalšími významnými průmyslovými odvětvími od konce 19. století byly hodinářství, továrna na fotoaparáty a výroba zubních nástrojů. Od roku 1790 zde působil také velkoobchod s vínem. Zemědělství má dnes jen menší význam a je zaměřeno na chov dobytka a mlékárenství.

## Doprava
Obec má dobré dopravní spojení. Leží na hlavní silnici z Orbe do Vallorbe nebo přes průsmyk Jougne do Pontarlier ve Francii. Od roku 1989, kdy byla otevřena dálnice A9, je centrum Ballaigues odlehčeno od tranzitní dopravy. Pod obcí vede dálnice A9 s několika viadukty podél severního svahu údolí Orbe. Ballaigues je napojeno na síť veřejné dopravy prostřednictvím linky Postbusu, která jezdí z Orbe do Vallorbe.

## Zajímavost
Malíř Louis Soutter žil proti své vůli v místním domově důchodců Asile du Jura od roku 1923 až do své smrti do roku 1942.